# TWR-Porsche WSC-95
Der TWR-Porsche WSC-95 war ein Motorsport-Prototyp, mit dem Joest Racing 1996 und 1997 das 24-Stunden-Rennen von Le Mans gewann. 

## Namensgebung
Der Name TWR-Porsche WSC-95 setzte sich wie folgt zusammen. Das TWR stand für Tom Walkinshaw Racing, das WSC für World Sportscar Championship und die Zahl 95 für das Entstehungsjahr 1995. Dazu kam Porsche als Motorenlieferant.

## Entwicklungsgeschichte und Technik
1995 suchte der langjährige Porsche-Kunde Reinhold Joest ein Einsatzfahrzeug für das 24-Stunden-Rennen von Le Mans im folgenden Jahr. Mit dem Porsche 956 hatte Joest Racing bereits zweimal in Le Mans gewonnen, 1984 mit den Fahrern Henri Pescarolo und Klaus Ludwig sowie 1985 in der Besetzung Paolo Barilla/Klaus Ludwig/Louis Krages. 1995 nahm Joest mit zwei Opel Calibra V6 4×4 und den Fahrern Manuel Reuter, Yannick Dalmas, JJ Lehto und Ni Amorim an der Deutschen Tourenwagen-Meisterschaft teil.
In einer Halle der Motorsportabteilung von Porsche in Weissach standen zwei mit Planen abgedeckte Fahrgestelle mit Spyder-Karossiere. Die Fahrzeuge, konstruiert von dem damaligen Jaguar-Ingenieur Ross Brawn, basierten auf dem Jaguar XJR-14. Brawn hatte von zwei Fahrgestellen das Dach entfernen und sie zu Spydern umbauen lassen. Der geplante Einsatz in der Sportwagen-Weltmeisterschaft 1993 kam nicht zustande, da die Rennserie nach dem 500-km-Rennen von Magny-Cours 1992 zu Ende ging. Die leeren Chassis erwarb 1993 die Porsche-Motosportabteilung, die mit den beiden Wagen ab 1994 in der neu geschaffenen IMSA-GT-Meisterschaft fahren wollte. Eine kurzfristige Reglementänderung verhinderte das Vorhaben, obwohl bereits ein Fahrzeug vollständig aufgebaut war.
Reinhold Joest mietete die beiden Wagen und übernahm die Kosten für den weiteren Auf- und Umbau. Da die technischen Vorgaben der IMSA vom Reglement des ACO abwichen, waren Anpassungen an der Karosserie notwendig. Das Triebwerk war der Sechszylinder-Flachmotor aus dem Porsche 935, der im WSC-95 einen Hubraum von 3 Litern hatte. Der 540 PS starke Motor hatte einen geringeren Kraftstoffverbrauch als das 3,2-Liter-Aggregat, das im Werks-Porsche 911 GT1 eingebaut war.

## Renngeschichte
Bereits beim Testtag im Le Mans zeigte sich die Wettbewerbsfähigkeit des Konzepts, als die WSC-95 schneller waren als die Werks-Porsche 911 GT1. Aus der Pole-Position ins Rennen gehend, führte der Wagen mit der Startnummer 7, gefahren von Davy Jones, Alexander Wurz und Manuel Reuter, beim 24-Stunden-Rennen von Le Mans 1996 beinahe die gesamte Renndistanz und hatte im Ziel eine Runde Vorsprung auf den Werks-Porsche von Hans Joachim Stuck, Thierry Boutsen und Bob Wollek. Beim zweiten WSC-95, den Michele Alboreto, Pierluigi Martini und Didier Theys fuhren, kam es in der Nacht zu Problemen mit der Elektrik, die zum Ausfall des Wagens führten. 
Abweichend von der ursprünglichen Planung startete Joest auch 1997 mit dem WSC-95 in Le Mans. Erneut hatte der Wagen mit der Startnummer 7 ein problemloses Rennen und wiederholte – diesmal mit dem Fahrertrio Michele Alboreto, Stefan Johansson und Tom Kristensen – den Vorjahressieg. Auch der letzte Renneinsatz beim 2-Stunden-Rennen von Donington 1997 endete mit einem Gesamtsieg, danach gab Joest die beiden Chassis an Porsche zurück.